# Sybra syces
Sybra syces là một loài bọ cánh cứng trong họ Cerambycidae.